# EX-202
La EX-202 es una carretera de titularidad de la Junta de Extremadura. Su categoría es intercomarcal. La denominación es EX-202, de Valencia de las Torres a Segura de León.

## Historia de la carretera
Es la antigua C-437, cuya nomenclatura cambió a EX-202 al redefinirse la Red de Carreteras de Extremadura en 1997.

## Inicio
Tiene su origen en la intersección con la EX-103, cerca de la localidad de Valencia de las Torres. (38°24′04″N 6°00′26″O / 38.401247, -6.007272)

## Final
El final está en la localidad de Segura de León, en la intersección con la EX-201. (38°06′50″N 6°31′41″O / 38.113819, -6.528067)

## Trazado, localidades y carreteras enlazadas
La longitud real de la carretera es de 61.740 m, de los que la totalidad discurren en la provincia de Badajoz. Esto se debe a que, aunque la carretera tiene un desarrollo de 62.290 metros, 550 metros son compartidos y gestionados por el Ministerio de Fomento en la travesía de Fuente de Cantos.
Su desarrollo es el siguiente:
| P. K.           | HITO                                                  |
| --------------- | ----------------------------------------------------- |
| 0+000           | Inicio: EX-103 (Valencia de las Torres)               |
| 2+950 - 3+000   | Puente sobre río Retín                                |
| 6+580 - 6+600   | Puente sobre arroyo de la Higuera                     |
| 13+060          | Intersección BA-082 (Llera)                           |
| 13+860 - 13+870 | Puente sobre arroyo de Pedro Cobo                     |
| 14+840          | Acceso oeste a Usagre y a BA-141 (Hinojosa del Valle) |
| 15+660 - 17+280 | Travesía de Usagre                                    |
| 16+940          | Acceso sur a Usagre                                   |
| 17+830          | Intersección N-432 (Badajoz - Granada)                |
| 18+250 - 18+260 | Puente sobre Rivera de Usagre                         |
| 19+730 -19+790  | Paso sobre el ferrocarril                             |
| 23+780 - 24+710 | Travesía de Bienvenida                                |
| 33+770 - 34+180 | Travesía de Fuente de Cantos                          |
| 34+030          | Intersección BA-068 (Llerena)                         |
| 34+180          | Intersección N-630                                    |
| 34+180 - 34+730 | Tramo común con N-630                                 |
| 34+730          | Intersección N-630                                    |
| 34+730 - 35+660 | Travesía de Fuente de Cantos                          |
| 37+630 - 37+640 | Puente sobre arroyo de La Alameda                     |
| 41+280 - 41+310 | Puente sobre arroyo Bodión                            |
| 42+040 - 42+070 | Puente sobre río Bodión                               |
| 43+240          | Intersección BA-145 (Valencia del Ventoso)            |
| 45+000          | Puerto de San Bernabé                                 |
| 45+930 - 49+600 | Puente sobre arroyo Ardila                            |
| 52+780          | Intersección camino a Calera de León                  |
| 53+240          | Intersección camino a Cabeza la Vaca                  |
| 53+870          | Intersección camino a Bodonal de la Sierra            |
| 55+940 - 55+950 | Puente sobre arroyo Astillero                         |
| 62+290          | Fin: EX-201 (Segura de León)                          |

## Otros datos de interés
(IMD, estructuras singulares, tramos desdoblados, etc.).
La carretera tiene una plataforma de 7 metros, con dos carriles de 3 metros y dos arcenes de 0,50 m entre los kilómetros 0+000 y 34+180. Entre el kilómetro 34+730 y 62+290, la plataforma es de 6 metros de ancho sin arcenes.
Los datos sobre Intensidades Medias Diarias en el año 2006 son los siguientes:
| P. K.                     | IMD   | Ligeros | Pesados | % Pesados |
| ------------------------- | ----- | ------- | ------- | --------- |
| 10+000                    | 540   | 466     | 74      | 13,7      |
| 19+000                    | 865   | 776     | 89      | 10,3      |
| 22+000 (Bienvenida)       | 1.688 | 1.518   | 170     | 10,1      |
| 35+000 (Fuente de Cantos) | 733   | 690     | 43      | 5,9       |
| 40+000                    | 698   | 664     | 35      | 5,0       |
| 59+000 (Segura de León)   | 944   | 833     | 111     | 11,7      |

## Evolución futura de la carretera
La carretera se encuentra acondicionada dentro de las actuaciones previstas en el Plan Regional de Carreteras de Extremadura.